# Chilenius spinicollis
Chilenius spinicollis är en skalbaggsart som först beskrevs av Leon Fairmaire och Germain 1861.  Chilenius spinicollis ingår i släktet Chilenius och familjen kapuschongbaggar. Inga underarter finns listade i Catalogue of Life.

## Bildgalleri

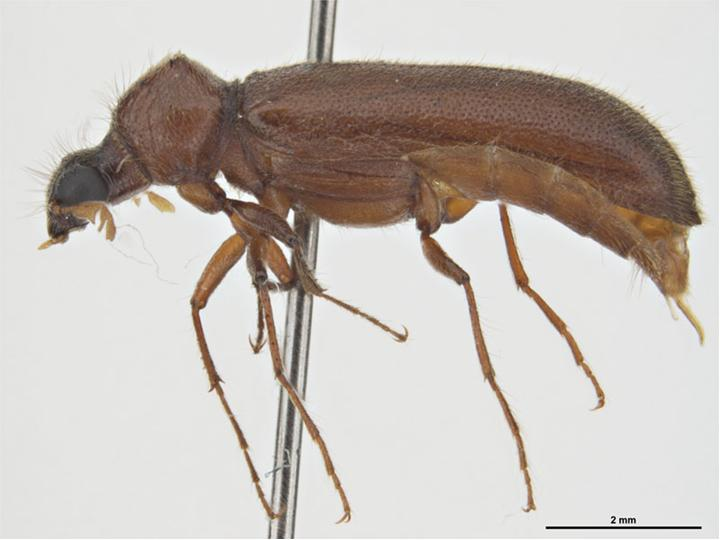